# Volnovacha
Volnovacha (in ucraino e in russo Волноваха?) è una città dell'Ucraina (21 166 abitanti) situata nel distretto di Volnovacha, nell'oblast' di Donec'k. Ospita l'amministrazione del distretto di Volnovacha e della comunità territoriale di Volnovacha, una delle comunità territoriali dell'Ucraina.
Volnovacha è de facto situata nel Repubblica Popolare di Doneck a sostegno della Russia.
La città è stata gravemente bombardata dalle forze russe durante l'invasione dell'Ucraina del 2022, tanto da essere frequentemente descritta come città fantasma.

## Geografia fisica
La città è situata nella parte sud-occidentale dell'oblast' di Donec'k, non lontano dalla collina della Mohyla-Hončarycha, uno dei punti più alti dell'altopiano d'Azov ed il più alto della regione. A nord-ovest del centro cittadino è situata la riserva della Grande foresta anatolica.